# Liste der Naturdenkmale in Kirchhain
Die Liste der Naturdenkmale in Kirchhain nennt die im Gebiet der Stadt Kirchhain im Landkreis Marburg-Biedenkopf in Hessen gelegenen Naturdenkmale.
| Bild                          | Bezeichnung                           | Ortsteil, Lage                                                 | Beschreibung | Art        | Nr. |
| ----------------------------- | ------------------------------------- | -------------------------------------------------------------- | --- | ---------- | --- |
| Fotos hochladen               | Winterlinde                           | Kirchhain 50° 50′ 5,2″ N, 8° 56′ 18,8″ O                       | Etwa 300 Jahre alter, landschaftsprägender Baum „Auf dem hohen Landwehr“. Die etwa 20 m hohe Linde mit 4,59 m Umfang war früher Teil einer Gruppe von 2 Bäumen. | Einzelbaum | 58  |
| BW                            | 3 Stieleichen (Huteeichen)            | Betziesdorf, In den Borngärten 50° 51′ 50,1″ N, 8° 50′ 42,1″ O | Etwa 250 bis 300 Jahre alte Baumgruppe auf der Wiese „In den Borngärten“ in der Nähe der Trinkwasseranlage.                                                     | Baumgruppe |     |
| BW                            | Stieleiche                            | Anzefahr, Zum Weingarten 50° 50′ 41,1″ N, 8° 52′ 36,4″ O       | Ortsbildprägender 16 m hoher Einzelbaum mit 4,58 m Umfang auf kleiner Rasenfläche.                                                                              | Einzelbaum |     |
| BW                            | Platane                               | Kirchhain 50° 49′ 11,6″ N, 8° 55′ 3,1″ O                       | Etwa 120 bis 150 Jahre alter, 25 m hoher Einzelbaum mit 3,3 m Umfang auf einem Privatgrundstück (Hof) im südwestlichen Stadtbereich in der Nähe eines Baches.   | Einzelbaum | 276 |
| mehr Fotos \| Fotos hochladen | Tanzlinde, sog. „Himmelsberger Linde“ | Himmelsberg 50° 51′ 33,1″ N, 8° 54′ 51,6″ O                    | Ortsbildprägende 800 Jahre alte Sommerlinde an der Kirche im Ort. Etwa 27 m hoher Einzelbaum mit 9,25 m Umfang.                                                 | Einzelbaum | 277 |
| BW                            | Stieleiche mit Blitzrinne             | Stausebach, Zum Schützenhaus 50° 50′ 49,9″ N, 8° 53′ 39,2″ O   | Etwa 300 Jahre alte 30 m hohe Stieleiche mit 3,4 m Umfang am Waldrand unweit eines Sportlerheims.                                                               | Einzelbaum | 278 |
| BW                            | Eiche                                 | Stausebach, Kreisstraße 11 50° 51′ 5″ N, 8° 54′ 29,4″ O        | Traubeneiche auf der linken Seite zwischen Waldrand und der Straße von Stausebach nach Himmelsberg.                                                             | Einzelbaum | 279 |
| BW                            | Heidegebiet „Struthals“               | Langenstein 50° 50′ 23,5″ N, 8° 57′ 56,8″ O                    | Heide mit Trockenrasenelementen in Hanglage. Vorkommen von aufrechter Weißmiere.                                                                                |            | 281 |
| BW                            | Tanzlinde                             | Emsdorf, Zur Dorflinde 50° 52′ 0,9″ N, 8° 59′ 10,7″ O          | Etwa 150 Jahre alter 16 m hohe Stieleiche mit 2,7 m Umfang auf einer Rasenfläche im Dorf.                                                                       | Einzelbaum | 282 |
| BW                            | Eichengruppe                          | Emsdorf, Kreisstraße 12 50° 52′ 12,9″ N, 8° 58′ 37,1″ O        | Gruppe bestehend aus 26 etwa 80 bis 120 Jahre alten Eichen auf geschotterter Rasenfläche am Sportplatz.                                                         | Baumgruppe | 283 |
| BW                            | Rotbuche „Röderbuche“                 | Emsdorf 50° 52′ 21,1″ N, 8° 59′ 9,3″ O                         | Etwa 200 Jahre alte, 25 m hohe, Rotbuche mit 4,38 m Umfang am Waldrand.                                                                                         | Einzelbaum | 284 |
| BW                            | Der drohende Finger, Winterlinde      | Emsdorf, Außerhalb Ortslage 50° 51′ 29,2″ N, 8° 58′ 50,6″ O    | Die etwa 250 Jahre alte, 8 m hohe, Rotbuche mit 3,64 m Umfang ist der einzige Baum in der ausgeräumten Landschaft am „Schweinsberg“.                            | Einzelbaum | 286 |

## Belege
1. ↑  
Naturdenkmale in Hessen. (pdf; 405 kB) Anlage zu Kleine Anfrage der Abg. Ursula Hammann (BÜNDNIS 90/DIE GRÜNEN) vom 15.04.2011 betreffend Biotopverbund Teil 2 und Antwort der Ministerin für Umwelt, Energie, Landwirtschaft und Verbraucherschutz. Hessischer Landtag, 22. Juni 2011, S. 90–102, abgerufen am 4. Februar 2016.

- Karte mit allen Koordinaten:
- OSM |
- WikiMap